# سیارک ۶۰۹۲
سیارک ۶۰۹۲ (به انگلیسی: 6092 Johnmason، نامگذاری:1990MN) شش هزار و نود و دومین سیارک کشف شده‌است که در ۲۷ ژوئن ۱۹۹۰ کشف شد.
قدر مطلق سیارک برابر ۱۳٫۹۰ است.